# Cantón de Hojancha
Cantón de Hojancha är en kanton i Costa Rica.   Den ligger i provinsen Guanacaste, i den västra delen av landet, 150 km väster om huvudstaden San José. Antalet invånare är 7 197. Arean är 1 766 kvadratkilometer.
Terrängen i Cantón de Hojancha är kuperad.